# Folies Bergère de Paris
Folies Bergère de Paris è un film del 1935 diretto da Roy Del Ruth.
Il film è basato su The Red Cat, commedia in tre atti di Rudolph Lothar e Hans Adler messa in scena al Broadhurst Theatre di Broadway il 19 settembre 1934

## Produzione
Il film fu prodotto dalla 20th Century Pictures

## Distribuzione
Distribuito dall'United Artists, uscì nelle sale cinematografiche USA il 22 febbraio 1935. In Danimarca, il film fu distribuito con il titolo Den uægte ægtemand il 19 agosto 1935, in Finlandia il 15 settembre dello stesso anno mentre nel 1936 uscì anche in Turchia come Foli berjer.